# Musée juif de New York
Le Musée juif de New York (en anglais, Jewish Museum) est un musée américain créé à New York en 1904. Depuis 1944, il est installé à Manhattan dans la Felix M. Warburg House.

## Histoire
Créé en 1904, lorsque le Jewish Theological Seminary of America a reçu un don de vingt-six objets d'art de cérémonie du juge Mayer Sulzberger. En 1944, Frieda Schiff Warburg, veuve du philanthrope Felix Warburg, a fait don de l'hôtel particulier familial, situé sur la 5e Avenue et la 92e Rue à New York, pour en faire un musée ouvert au public en mai 1947.

## Collections
Le musée détient une collection de 28 000 objets, dont des peintures, sculptures, objets archéologiques, et de nombreux autres pièces importantes pour la préservation de l'histoire et de la culture juive.
Il possède la plus grande collection d'art et d'objets de culte juif des États-Unis. Le musée abrite la sculpture de George Segal The Holocaust.

## Œuvres notables
- Man Ray, Self-Portrait with Camera, 1930.
- Andy Warhol, Ten Portraits of Jews of the Twentieth Century, 1980.
- Eva Hesse, Untitled, 1963-64.
- Richard Avedon, Jacob Israel Avedon portraits, 1969-73.
- Adolph Gottlieb, Return of the Mariner, 1946.
- James Tissot, Adam and Eve Driven From Paradise, v. 1896-1902.
- Alfred Stieglitz, The Steerage, 1907.
- Reuven Rubin, Goldfish Vendor, 1928.
- Marc Chagall, Old Man with Beard, v. 1931.

## Galerie

Musée juif de New York
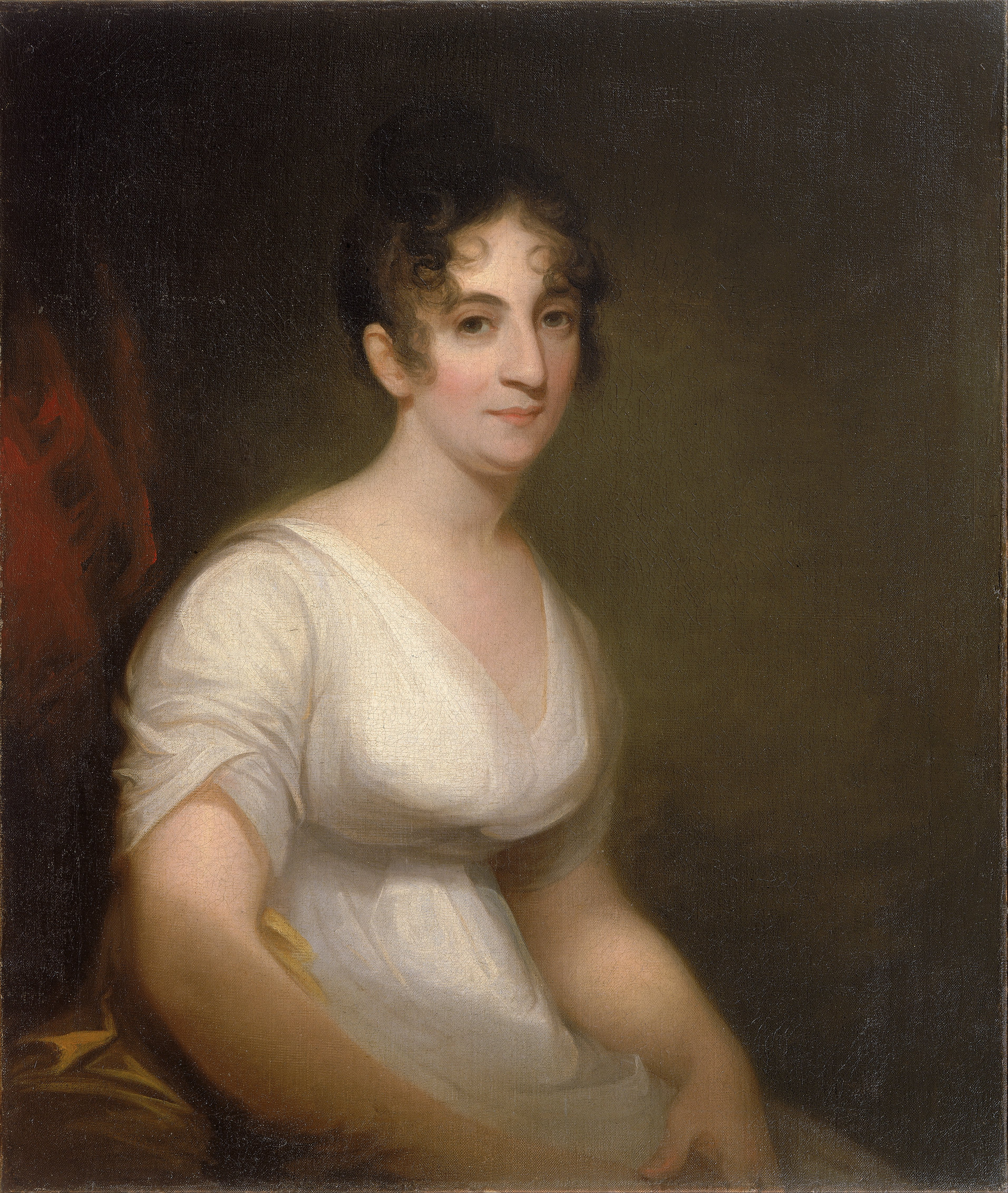
Thomas Sully, Portrait of Sally Etting, 1808.
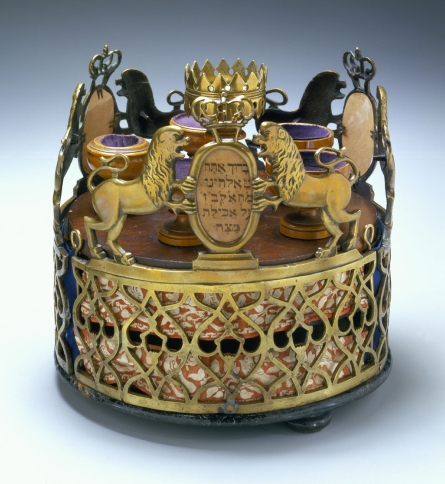
Seder Plate, Tiered Seder Set, Eastern Galicia or Western Ukraine, XVIIIe – XIXe siècle.
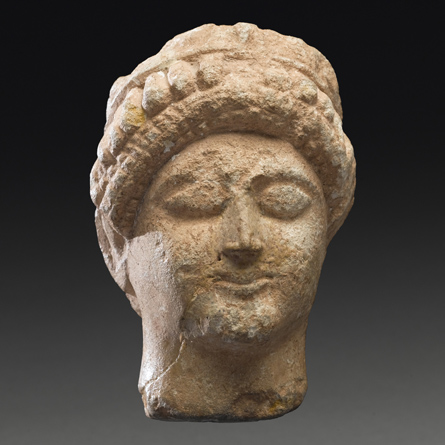
Female Votive Head Cyprus (?)], début du Ve siècle av. J.-C.
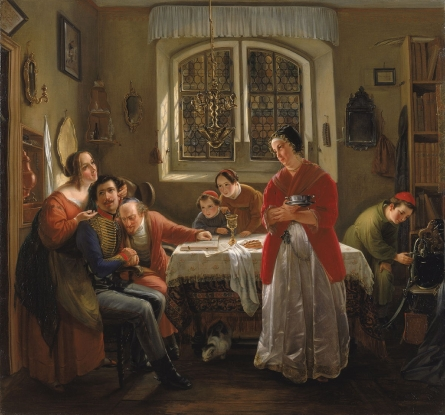
Le Retour du volontaire juif de la guerre de libération au sein de sa famille vivant selon l’antique tradition, 1833-1834.
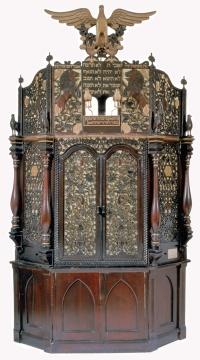
Torah Ark from Adath Yeshurun Synagogue, Abraham Shulkin, 1899.
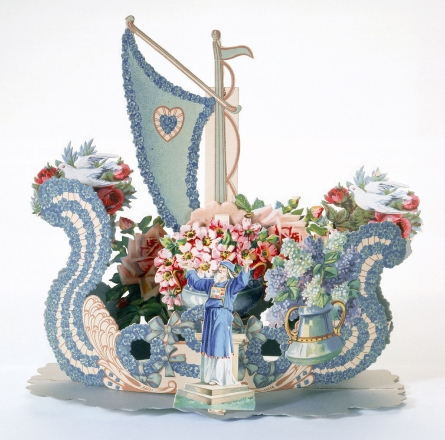
New Year Greeting, Allemagne, début du XXe siècle.
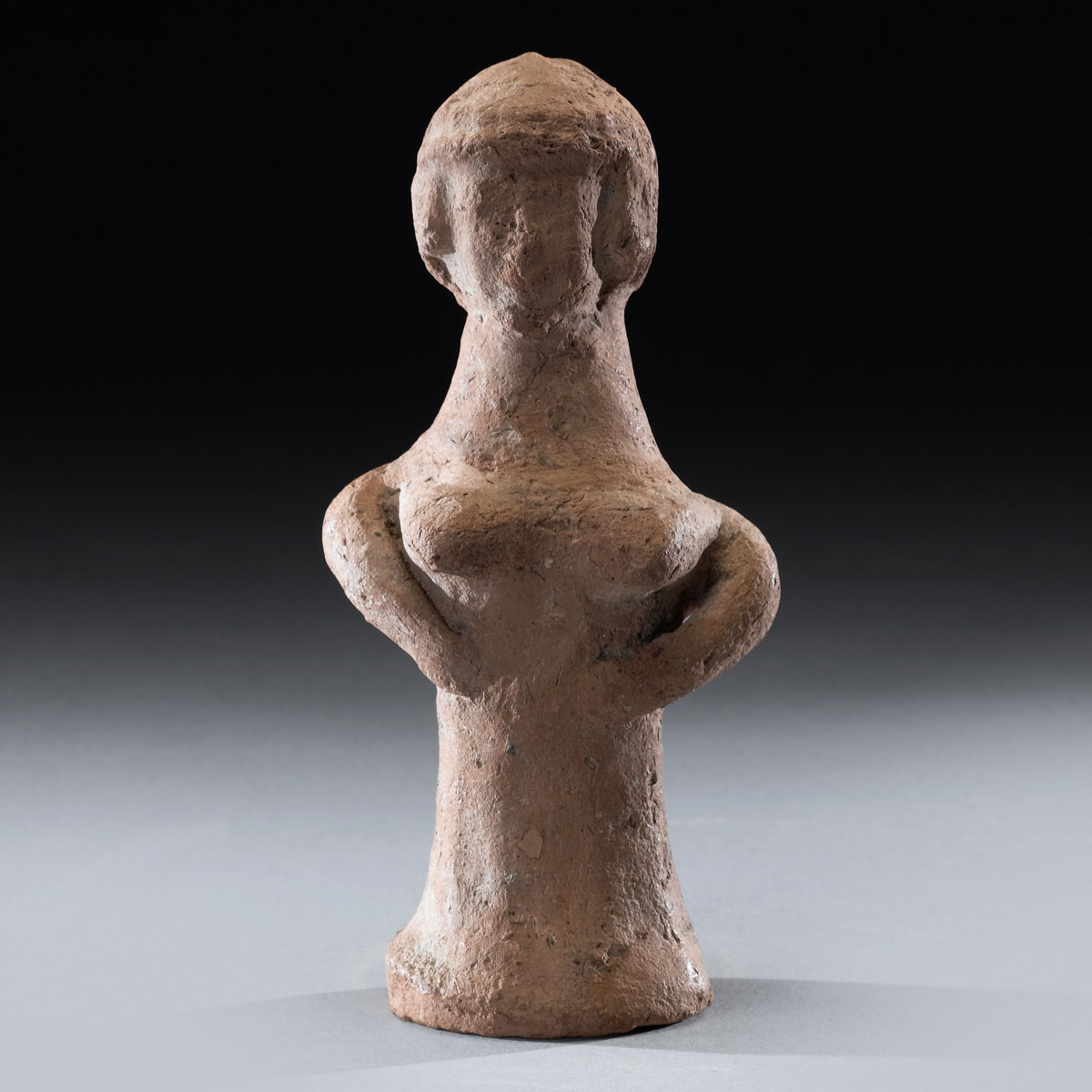
Female Figurine, Israël, 800-700 av. J.-C.
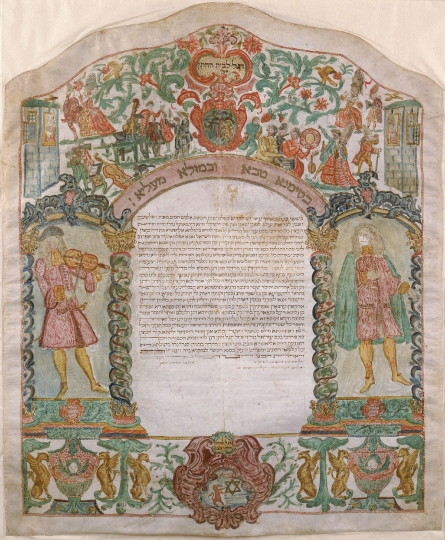
Contrat de mariage, Vercelli (Italie), 1776